# Горичан
Горичан (хорв. Goričan — посёлок в Меджимурской жупании Хорватии, составляющий одноимённую общину. Население — 3 148 человек (2001). 98,09 % населения — хорваты.
Горичан расположен в самом северном регионе Хорватии — междуречье рек Дравы и Муры, известном как Меджимурье. В 3 километрах к северо-востоку от посёлка протекает река Мура, по которой здесь проходит граница с Венгрией. В 8 километрах к юго-западу находится город Прелог.
В 3 километрах к северу от посёлка находится мост над Мурой, выполняющий функцию пограничного перехода, от которого с хорватской стороны начинается магистраль A4, составная часть трассы Будапешт — Загреб. Первый съезд с магистрали называется Горичан, от него идёт дорога к посёлку.

## История
Меджимурска (под названием Муракёз) длительное время входила в состав Венгерского королевства.
13 ноября 1918 года в Белграде венгерский премьер Каройи подписал перемирие с Антантой. Вопрос о новых границах пока оставался открытым.
В ноябре 1918 г. хорваты из Горичана провозгласили создание Горичанской республики. Вскоре Горичанское ополчение вступило в бой с венгерскими войсками. В бою пали смертью храбрых Джуро Хорват, Вид Гашпарич, Джуро Бети, Томо  Луковняк и 19-летний Франьо Тисай. В 1978 г. в их честь была поставлена памятная плита.